# Chiara Borgogno
Chiara Borgogno (née le 8 février 1984 à Mondovi) est une joueuse italienne de volley-ball. Elle mesure 1,92 m et joue au poste de centrale.

## Clubs
| Club                 | Pays   | De           | À         |
| -------------------- | ------ | ------------ | --------- |
| LPM Mondovì          | Italie | 1998-1999    | 1998-1999 |
| Volley Bergamo       | Italie | 1999-2000    | 2000-2001 |
| Cuneo Volley         | Italie | 2001-2002    | 2002-2003 |
| Sant'Orsola Alba     | Italie | 2003-2004    | 2003-2004 |
| Pallavolo Vigliano   | Italie | 2004-2005    | 2004-2005 |
| Asystel Volley       | Italie | 2005-2006    | 2005-2006 |
| Reggio Emilia        | Italie | 2006-2007    | 2006-2007 |
| Minerva Volley Pavia | Italie | 2007-2008    | 2008-2009 |
| Chieri Volley        | Italie | 2009-2010    | 2012-2013 |
| Volley 2002 Forlì    | Italie | janvier 2014 | …         |